# Конная полиция Азербайджана
Ко́нная поли́ция Азербайджана (азерб. Azərbaycan Respublikasının Atlı polisi) — одно из полицейских подразделений МВД Азербайджанской Республики, созданное для наблюдательного патрулирования и обеспечения общественного порядка.

## История

### Период АДР
Первые конные полицейские отряды в Азербайджане были созданы в период существования Азербайджанской Демократической Республики в 1918-1920 годах, под названием Конных городовых полицейских. Они сыграли значительную роль в становлении азербайджанской государственности, находясь на передовых рубежах в деле защиты независимости и национальных интересов страны.
20 марта 1919 года заново были определены новые штаты МВД Азербайджанской Демократической Республики. При МВД АДР была восстановлена единая канцелярия. Учитывая рассредоточенность и недокомплектованность сил полиции в регионах республики, министром внутренних дел АДР Садых беком Агабековым был определен количественный стандарт личного состава полиции для всех периферийных подразделений полиции, который составил 320 полицейских, из которых 225 были пешие и 95 конные городовые.

## Советский период
С установлением советской власти в Азербайджане, конная полиция перешла под управление МВД Азербайджанской ССР и стала именоваться Конным полуэскадроном Бакинской рабоче-крестьянской милиции.

## Новейшая история
Основными функциями современной конной полиции Азербайджана, являющейся одним из внутренних подразделений МВД Республики, являются наблюдательное патрулирование и обеспечение общественного порядка. Так, в частности конная полиция обеспечивет общественный порядок во время проведения официальных международных встреч национальной футбольной сборной Азербайджана, а также ведет патрулирование бакинского приморского бульвара.